# Аджи (озеро)
Аджи (Папас) — солёное озеро в России, в Дагестане.

## Информация об объекте
Озеро Аджи находится на границе Каякентского и Дербентского районов Дагестана. Лежит к северу от низовий реки Уллучай вблизи побережья Каспийского моря, на расстоянии 14 км от него. Площадь озера Аджи составляет 4,8 км², по другим данным — 5,3, 6,7 км². Размеры озера — 1,5 на 5 км. Глубина достигает 2 м, средняя глубина — 1,5 м. Лежит на высоте 23 метра ниже уровня моря. Представляет собой лагуну, отделившуюся от моря при понижении уровня воды.
26 марта 2022 года глава Республики Дагестан Сергей Меликов сообщил, что оно получило признание особо охраняемой зоной, так как его обитателями являются исчезающие виды животных, более 30 видов краснокнижных птиц и фламинго. Озеро является местом гнездования, миграционных остановок и зимовки редких видов птиц, в том числе фламинго.
13 декабря 2023 года стало известно, что в рамках национального проекта «Экология» федерального проекта «Сохранение уникальных водных объектов» на экореабилитацию озера Аджи будет выделено 73,72 миллионов рублей.